# Divize D 2004/2005
V soubojích 40. ročníku Moravskoslezské divize D 2004/05 (jedna ze skupin 4. fotbalové ligy) se utkalo 16 týmů každý s každým dvoukolovým systémem podzim–jaro. Tento ročník odstartoval v sobotu 14. srpna 2004 úvodním zápasem 1. kola (Prostějov – Rousínov 5:3) a skončil v neděli 19. června 2005 zbývajícími třemi zápasy 30. kola.

## Nové týmy v sezoně 2004/05
- Z MSFL 2003/04 sestoupilo do Divize D mužstvo SK LeRK Prostějov.
- Z Divize E 2003/04 přešlo mužstvo Spartak VTJ Lipník nad Bečvou.
- Z Přeboru Jihomoravského kraje 2003/04 postoupilo vítězné mužstvo TJ Cukrovar Hrušovany nad Jevišovkou.
- Z Přeboru Vysočiny 2003/04 postoupilo vítězné mužstvo FC ŽĎAS Žďár nad Sázavou.

## Kluby podle krajů
- Jihomoravský (6): TJ Slovan Břeclav, FK Mutěnice, SK Rostex Vyškov, TJ Cukrovar Hrušovany nad Jevišovkou, TJ Framoz Rousínov, 1. FC VMG Kyjov.
- Vysočina (4): FC Vysočina Jihlava „B“, HFK Třebíč, SK Dekora Ždírec nad Doubravou, FC ŽĎAS Žďár nad Sázavou.
- Zlínský (3): TJ FS Napajedla, FC TVD Slavičín, FC Elseremo Brumov.
- Olomoucký (3): FK Autodemont Horka nad Moravou, Spartak VTJ Lipník nad Bečvou, SK LeRK Prostějov.

## Konečná tabulka
Zdroj: 
| Poř. | Tým                                      | Z  | V  | R  | P  | VG | OG | B  |
| ---- | ---------------------------------------- | -- | -- | -- | -- | -- | -- | -- |
| 1.   | FC Vysočina Jihlava „B“                  | 30 | 21 | 3  | 6  | 90 | 35 | 66 |
| 2.   | TJ Slovan Břeclav                        | 30 | 16 | 8  | 6  | 54 | 41 | 56 |
| 3.   | FK Mutěnice                              | 30 | 16 | 4  | 10 | 71 | 44 | 52 |
| 4.   | TJ FS Napajedla                          | 30 | 16 | 3  | 11 | 55 | 43 | 51 |
| 5.   | FC TVD Slavičín                          | 30 | 15 | 6  | 9  | 53 | 41 | 51 |
| 6.   | FC Elseremo Brumov                       | 30 | 15 | 5  | 10 | 51 | 48 | 50 |
| 7.   | HFK Třebíč                               | 30 | 13 | 6  | 11 | 42 | 44 | 45 |
| 8.   | SK Rostex Vyškov                         | 30 | 12 | 8  | 10 | 45 | 40 | 44 |
| 9.   | TJ Cukrovar Hrušovany nad Jevišovkou (N) | 30 | 11 | 10 | 9  | 52 | 44 | 43 |
| 10.  | FK Autodemont Horka nad Moravou          | 30 | 11 | 9  | 10 | 45 | 50 | 42 |
| 11.  | SK Dekora Ždírec nad Doubravou           | 30 | 9  | 10 | 11 | 34 | 38 | 37 |
| 12.  | TJ Framoz Rousínov                       | 30 | 10 | 6  | 14 | 38 | 64 | 36 |
| 13.  | 1. FC VMG Kyjov                          | 30 | 9  | 6  | 15 | 48 | 49 | 33 |
| 14.  | FC ŽĎAS Žďár nad Sázavou (N)             | 30 | 7  | 10 | 13 | 55 | 68 | 31 |
| 15.  | Spartak VTJ Lipník nad Bečvou            | 30 | 4  | 5  | 21 | 23 | 68 | 17 |
| 16.  | SK LeRK Prostějov (S)                    | 30 | 4  | 3  | 23 | 27 | 66 | 12 |

Poznámky:
- Z = Odehrané zápasy; V = Vítězství; R = Remízy; P = Prohry; VG = Vstřelené góly; OG = Obdržené góly; B = Body; (S) = Mužstvo sestoupivší z vyšší soutěže; (N) = Mužstvo postoupivší z nižší soutěže (nováček)
- O pořadí na 4. a 5. místě rozhodla bilance vzájemných zápasů: Napajedla - Slavičín 0:0, Slavičín - Napajedla 0:1[2]
- Prostějovu byly odečteny 3 body.[2]

|  | Postup do MSFL 2005/06                      |
|  | Přechod do Divize E 2005/06                 |
|  | Sestup do Přeboru Olomouckého kraje 2005/06 |